# إيثان سميث
إيثان سميث (بالإنجليزية: Ethan S. Smith)‏ هو ممثل أمريكي، ولد في 2 أبريل 1978 في الولايات المتحدة.

## وصلات خارجية
- إيثان سميث على موقع IMDb (الإنجليزية)
- إيثان سميث على موقع قاعدة بيانات الفيلم (الإنجليزية)